# Карабашев, Нурберген
Нурберген Карабашев (15 апреля 1922 года, Актюбинск, Киргизская АССР — 12 марта 1979, Новый Узень, Мангистауская область, Казахская ССР, СССР) — управляющий третьей фермой каракулеводческого совхоза «Равнина» Министерства внешней торговли СССР, Байрам-Алийский район, Марыйская область, Туркменская ССР. Герой Социалистического Труда (1948).

## Биография
Родился в 1922 году в Актюбинске (сегодня — Актобе Актюбинской области).
В июне 1941 года был призван в Красную Армию по мобилизации. Воевал в составе 286-го стрелкового полка 27-й дивизии.
В июле 1945 года демобилизовался. В послевоенные годы трудился рабочим, заведующим третьей фермой каракулеводческого совхоза «Равнина» Байрам-Алийской района, директором которого был Павел Иванович Жданович.
На начало 1947 года чабаны третьей фермы, которой заведовал Нурберген Карабашев, обслуживая отару в 6250 голов овцематок, получили 91 % каракульских смушек первого сорта и 106 ягнят к отбивке на каждые сто овцематок. Указом Президиума Верховного Совета СССР от 15 сентября 1948 года удостоен звания Героя Социалистического Труда за «получение в 1947 году высокой продуктивности животноводства при выполнении колхозом обязательных поставок сельскохозяйственных продуктов и плана развития животноводства по всем видам скота» с вручением ордена Ленина и золотой медали «Серп и Молот».
Этим же Указом званием Героя Социалистического Труда были также награждены директор совхоза «Равнина» Павел Иванович Жданович, зоотехник Семён Борисович Браславский, управляющий второй фермой Беки Мамедтачев и чабаны Ораз Бабаев, Чары Бабаев, Кенес Биркулаков, Мамед Валиев, Усербай Кульбатыров.
Проживал в Байрам-Алийском районе Марыйской области, с 1968 года — в Жанаозене.
Умер 12 марта 1979 года.
Награды
- Герой Социалистического Труда
- Орден Ленина
- Медаль «За победу над Германией в Великой Отечественной войне 1941—1945 гг.»